# Herbe des Juifs
Herbe des Juifs ou herbe aux juifs, est le surnom donné aux plantes utilisées (Reseda luteola ou Solidago virgaurea, du XIIIe siècle au XVIIIe siècle, par les Juifs du Comtat Venaissin (qui était alors un domaine pontifical) pour teindre en jaune les chapeaux qu'ils étaient obligés de porter comme signe distinctif.